# 224592 Carnac
224592 Carnac è un asteroide della fascia principale esterna. Scoperto nel 2005, presenta un'orbita caratterizzata da un semiasse maggiore pari a 2,915853 UA e da un'eccentricità di 0,073207, inclinata di 3,186641° rispetto all'eclittica.
Fa parte della famiglia di asteroidi Coronide.
È dedicato al complesso megalitico di Carnac, in Britannia. 